# Bloomfield (Nouveau-Brunswick)
Pour les articles homonymes, voir Bloomfield.
Bloomfield est une communauté canadienne située dans le comté de Carleton dans la province du Nouveau-Brunswick.

## Géographie
| Bridgewater (Maine) | Good Corner (Nouveau-Brunswick) | Lakeville (Nouveau-Brunswick) |
| Monticello (Maine)  | Bloomfield                      | Avondale (Nouveau-Brunswick)  |
| Littleton (Maine)   |                                 | Deerville (Nouveau-Brunswick) |

## Annexe